# Herbert Grohs
Herbert Grohs (4 maggio 1931 – 7 aprile 2018) è stato un calciatore austriaco, di ruolo centrocampista.

## Carriera

### Club
Ha sempre giocato per club austriaci.

### Nazionale
Ha collezionato 7 presenze in nazionale, con anche 2 gol segnati; ha partecipato ai Giochi Olimpici del 1952.

## Palmarès

### Club

#### Competizioni nazionali
- Campionato austriaco: 1

First Vienna: 1954-1955